# Houédogli
Houédogli è un arrondissement del Benin situato nella città di Toviklin (dipartimento di Kouffo) con 13.851 abitanti (dato 2006).